# Zdeněk Grygera
Zdeněk Grygera (n. 14 mai 1980, Přílepy, Cehoslovacia - acum în Republica Cehă) este un fotbalist ceh retras din activitate.

## Cariera
Cariera lui de fotbal a început la vârsta de 5 ani, în echipa Holesov, antrenată de tatăl lui. Până la vârsta de 10 ani a jucat pe toate rolurile posibile, până când, la echipa Zlin a fost foloist în final ca apărător, dezvoltandu-și calitați pentru a putea juca atât pe zone laterale cât și central. Ajuns la Petra Drnovice, este remarcat de Sparta Praga. Pentru a-l putea achiziționa de la echipa cehă, Ajax Amsterdam a fost nevoită să plătească suma de 3,5 milioane de euro. A marcat primul gold pentru Ajax în septembrie 2004, în victoria cu 5-1 în fața celor de la Den Bosch. După expirarea contractului cu Ajax, ajunge gratis la Juventus Torino. Se retrage din activitatea de jucător de la Fullham FC. I-a avut ca model pe Maldini, Nesta sau Cannavaro. A declarat că momentul său cel mai frumos din cariera de fotbalist a fost debutul la naționala Cehă la Cupa Mondială.

## Titluri
- AC Sparta Praga
  - Gambrinus Liga: 2000-01, 2002-03
- AFC Ajax
  - Eredivisie: 2003-04
  - Cupa KNVB: 2005-06, 2006-07
  - Trofeul Johan Cruijff: 2005

## Familia
Tatăl lui, Svatopluk este lucrător la o bancă. Mama lui, Alena este director de școală primară. Are de asemenea o sora pe nume Andrea. Este căsătorit cu Lucia, care a avut un baiat, David.